# Boldklubben 1913 Odense
Boldklubben 1913, cunoscut ca și B 1913 este un club de fotbal cu sediul în Odense, Danemarca, fondat în 1913. Cândva un club de elită al fotbalului danez, astăzi joacă în ligile regionale.

## Meciuri în cupele europene
| Sezon     | Competiția                | Etapa            | Adversar            | Turul I | Turul II |
| --------- | ------------------------- | ---------------- | ------------------- | ------- | -------- |
| 1961-1962 | Cupa Campionilor Europeni | preliminarii     | CA Spora Luxembourg | 6 – 0   | 9 – 2    |
| 1961-1962 | Cupa Campionilor Europeni | optimi de finală | Real Madrid CF      | 0 – 3   | 0 – 9    |
| 1963-1964 | Cupa Cupelor              | preliminarii     | Olympique Lyonnais  | 1 – 3   | 1 – 3    |
| 1964-1965 | Cupa Orașelor Târguri     | preliminarii     | VfB Stuttgart       | 1 – 3   | 0 – 1    |
| 1969-1970 | Cupa Orașelor Târguri     | preliminarii     | FC Barcelona        | 0 – 4   | 0 – 2    |